# Nederlands Hervormde kerk (Wijdenes)
De Nederlands Hervormde kerk van Wijdenes in Noord-Holland is een voormalig kerkgebouw gelegen aan Kerkbuurt 72. 

## Geschiedenis
De kerk was in gebruik sinds 1616. Op twee houten lijsten is namelijk de tekst geschilderd: herbouwd na een brand in 1616 en 1619. De toren is gebouwd omstreeks 1500. Het metselwerk van het koor dateert mogelijk uit de 15e eeuw. In 1863 werd de kerk aan het zuidertransept met een aanbouw vergroot. Zowel de toren als de kerk zijn een rijksmonument. Aan de oostzijde is nog een aanzet zichtbaar van een gebouw, dat in 1991 werd gesloopt. Hier stond een verenigingsgebouw.
Het kerkgebouw is anno 2018 in gebruik als muziekstudio en woning.